# 이리 인슈런스 아레나
이리 인슈런스 아레나(영어: Erie Insurance Arena)는 미국 펜실베이니아주 이리에 위치한 실내 경기장이다. 과거 D-리그 이리 베이호크스, G 리그 이리 베이호크스,  G 리그 이리 베이호크스, ECHL 이리 팬서스의 홈경기장으로 사용했다.